# Intars Busulis
Intars Busulis (Talsi, 2. svibnja 1978.) je latvijski pjevač i trombonist koji je predstavljao Latviju na Euroviziji 2009. s pjesmom Probka. Natjecao se 14. svibnja u drugom polufinalu. Nije se uspio kvalificirati u finale. U polufinalu je završio zadnji sa 7 bodova.